# Diecezja Rrëshen
Diecezja Rrëshen (łac.: Dioecesis Rrësheniensis) – katolicka diecezja albańska położona w północnej części kraju. Siedziba biskupa znajduje się w katedrze Jezusa Chrystusa Zbawiciela Świata w Rrëshen.

## Historia
- 5 grudnia 1888 r. - utworzenie Opactwa Terytorialnego Shën Llezhri i Oroshit.
- 7 grudnia 1996 r. - przekształcone w samodzielną diecezję Rrëshen.
- 9 listopada 2002 r. - konsekracja nowo wybudowanej katedry pw. Jezusa Chrystusa Zbawiciela Świata.

## Biskupi
- ordynariusz - Gjergj Meta
- biskup senior - bp Cristoforo Palmieri C.M.